# 烏克蘭政治
烏克蘭政治為雙首長制代議民主制架構，並採用多黨制。內閣擁有行政權。烏克蘭最高拉達擁有立法權。
在1991年獨立後不久，烏克蘭任命立法委員會撰寫新憲法，採取多黨制，並立法保障少數民族的公民與政治權。1996年6月28日，新的民主憲法正式通過，明訂多元政治制度並保護基本人權與自由。
法律保障宗教自由，但宗教組織須向地方管理當局及中央政府登記。1991年的法律保障少數民族的就學與文化設施、使用母語的權利。根據烏克蘭憲法，烏克蘭語為唯一官方語言。然而在克里米亞和烏克蘭東部有著顯著俄羅斯族的地區，在公務上使用俄文的情形十分普遍，但近年因俄羅斯入侵的關係，大量烏克蘭人棄用俄語，改用國語。
法律保障言論自由，但管理當局有時會透過各種方式向新聞媒體施壓。其中，政府當局未能徹底、可信、透明的調查2000年獨立記者格奥尔基·贡加泽的失蹤謀殺案，為烏克蘭帶來負面的國際形象。
官方工會已歸入工會聯盟（Federation of Labor Unions）。1991年，包括烏克蘭礦工獨立聯盟（Independent Union of Miners of Ukraine）在內的數個獨立工會成立，並且組成自由工會諮詢委員會（Consultative Council of Free Labor Unions）。雖然法律保障罷工權，但基於政治要求的罷工是禁止的。

## 行政部門
| 總統 | 弗拉基米尔·泽连斯基 | 人民公仆党 | 2019年5月20日 |
| 總理 | 尤利婭·斯維里登科   | 无党籍     | 2025年7月17日 |

總統任期為五年一任，由公民普選產生，寓所在瑪莉英斯基王宮。總理由總統提名，須獲得議會同意。總理與內閣人選在法律上分別由總統和總理提出，並由議會任命。

## 立法部門
烏克蘭議會共有450位議員，任期為五年一任（2006年以前為四年一任），由普選選出。2006年以前，半數議員由比例代表制產生，另一半議員則由單一選舉區選出。自2006年3月議會選舉起，所有席次都由政黨比例代表制選出。2012年後又改回半數議員由比例代表制產生，另一半議員則由單一選舉區選出並禁止政黨聯盟。
烏克蘭議會的職責有執行立法、批准國際協議和通過預算。

## 司法部門
憲法管轄權：
- 烏克蘭憲法法院

一般管轄權：
- 烏克蘭最高法院

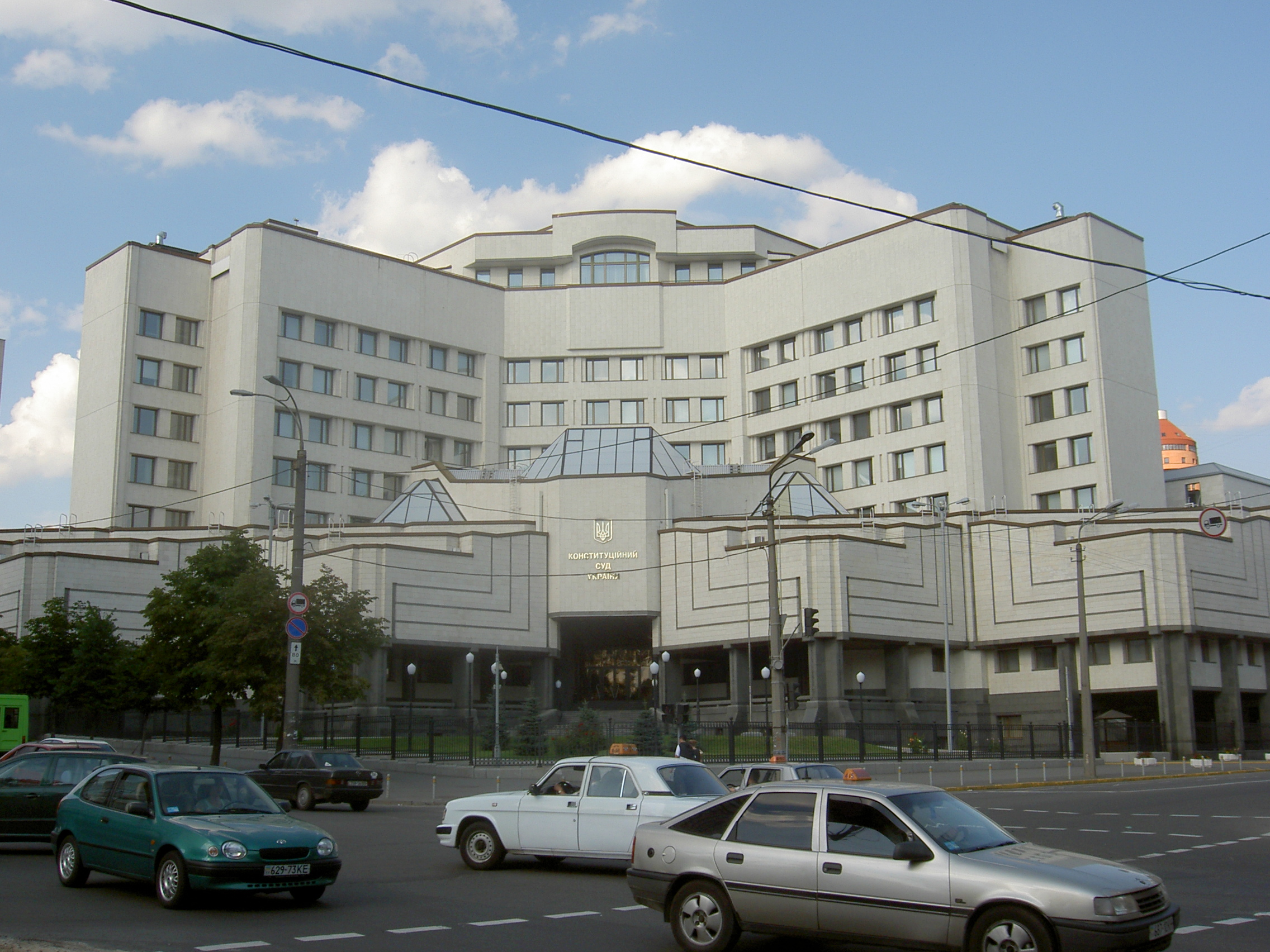
烏克蘭憲法法院

- 高等專門法院：高等仲裁法院（烏克蘭語：Вищий господарський суд України）、高等行政法院
- 區域上訴法院、軍事上訴法院、專門上訴法院
- 地方法院、軍事法院

法律、議會與內閣法案、總統令、克里米亞議會法案（克里米亞自治共和國）若是牴觸《烏克蘭憲法》，將由烏克蘭憲法法院宣布無效。其他基準法案則交由司法審查。烏克蘭最高法院是一般管轄權法院系統的主體。
《烏克蘭憲法》規定由陪審團審判，但尚未落實。司法部門的改革正在進行。烏克蘭檢察總長（Prosecutor General of Ukraine）擁有廣泛的控管和監督權力。

## 政黨
烏克蘭政黨為數眾多，多數屬於小型政黨，知名度不高。小黨為了參加議會選舉經常組成多黨聯盟（選舉聯盟）。總體來說，烏克蘭社會對於政黨的信任度極低。

## 公投及選舉

### 公投
1991年独立公投
公投的問題是「你是否支持烏克蘭獨立」。公投的投票率是84.18%，92.3%的投票者支持烏克蘭獨立。同一天還舉行了烏克蘭總統選舉。1991年8月24日，乌克兰议会发表了《乌克兰独立宣言》。此宣言在独立公投结束后受到正式承认。
从1991年到1994年三年间，乌克兰最高拉达（议会）通过了约400部法律，沿用1978年苏联时期制订的乌克兰苏维埃社会主义共和国宪法，并对其进行了 200 多项修正，搭建起新的国家权力机关，完成了从苏维埃加盟共和国向独立国家的转变。
2000年修憲公投

### 总统选举
1994年总统选举
1994年总统选举中库奇马胜出。库奇马政府陆续出台了一系列旨在向自由市场经济转变的经济体制改革政策和纲领，希望通过私有化达到摧毁强大的苏联官僚体系的政治目的。到了尤先科和亚努科维奇执政时期，寡头利益集团的影响力就已超越总统的影响力，国家权力已成为寡头们的附庸。利益集团纷纷扶持自己的政党和政治家，有些寡头甚至亲自出马参加总统选举和议会选举。顿涅茨克寡头集团的艾哈梅托夫、寡头菲尔塔什主要支持地区党和亚努科维奇，第聂伯彼得洛夫斯克集团的寡头科洛莫伊斯基和其他寡头支持尤先科、季莫申科，以及政党“我们的乌克兰”和“季莫申科联盟”。
1999年总统选举
库奇马在第二轮投票中击败西蒙年科当选。
2004年總統選舉
2004年總統大選的第二輪選舉（2004年11月17日）引發了橙色革命。這一系列的和平抗議行動導致了第二輪選舉結果宣告無效。烏克蘭最高法院下令在2004年12月26日重新投票，並要求執法單位調查選舉舞弊事件。
| 候選人 — 提名政黨 | 第一輪投票 2004-10-31 | %     | 第二輪投票 2004-11-21 | %     | 重新投票 2004-12-26 | %     |
| --- | --------------------- | ----- | --------------------- | ----- | ------------------- | ----- |
| 維克多·尤先科 — 獨立參選人                                                                                              | 11,188,675            | 39.90 | 14,222,289            | 46.61 | 15,115,712          | 51.99 |
| 維克托·亞努科維奇 — 地區黨                                                                                              | 11,008,731            | 39.26 | 15,093,691            | 49.46 | 12,848,528          | 44.20 |
| 亚历山大·莫罗兹 — 烏克蘭社會主義黨                                                                                      | 1,632,098             | 5.82  |                       |       |                     |       |
| 佩特罗·西蒙年科 — 烏克蘭共產黨                                                                                          | 1,396,135             | 4.97  |                       |       |                     |       |
| 娜塔莉亚·维特连科 — 烏克蘭進步社會主義黨                                                                                | 429,794               | 1.53  |                       |       |                     |       |
| 來源：烏克蘭中央選舉委員會。12月3日，烏克蘭最高法院宣布2004年11月21日的第二輪投票結果無效。2004年12月26日舉行重新投票。 |                       |       |                       |       |                     |       |

2010年总统选举
亚努科维奇获得了48.95%的选票，赢得了选举。
2014年总统选举
由于2014年乌克兰革命而提前举行。彼得·波罗申科获胜。
2019年总统选举
弗拉基米尔·泽连斯基经两轮投票，以73.23%的得票率获胜，于2019年5月20日宣誓就任乌克兰总统。

### 議會選舉
2002年議會選舉
2006年議會選舉
2007年議會選舉
只列出本次選舉有獲得席次的政黨
| 政黨及聯盟 | 政黨及聯盟 | 得票數     | %     | ±      | 席次 | +/-  |
| ---------- | --- | ---------- | ----- | ------ | ---- | ---- |
|            | 地區黨 | 8,013,895  | 34.37 | ▲ 2.23 | 175  | ▼ 11 |
|            | 季莫申科聯盟 祖國黨 (烏克蘭) · 社會民主黨 · 改革與秩序黨                                                                                        | 7,162,193  | 30.72 | ▲ 8.42 | 156  | ▲ 27 |
|            | 我們的烏克蘭－人民自衛聯盟 我們的烏克蘭 · 烏克蘭人民運動 · 烏克蘭人民黨 · 烏克蘭共和黨 · 基督教民主聯盟 · 烏克蘭歐洲黨 · 公民Pora! · 維護祖國黨 | 3,301,282  | 14.16 | ▲0.20  | 72   | ▼ 9  |
|            | 烏克蘭共產黨 | 1,257,291  | 5.39  | ▲1.72  | 27   | ▲6   |
|            | 利特溫聯盟 人民黨 (烏克蘭) · 烏克蘭工黨 | 924,538    | 3.97  | ▲1.52  | 20   | ▲20  |
| 不信任票   | 不信任票 | 637,185    | 2.73  | ▲0.96  |      |      |
| 無效票     | 無效票 | 379,658    | 1.63  | ▼0.32  |      |      |
| 總票數     | 總票數 | 23,315,257 | 100   |        | 450  |      |
| 投票率     | 投票率 | 37,588,040 | 62.03 | ▼5.52  |      |      |

2012年议会选举

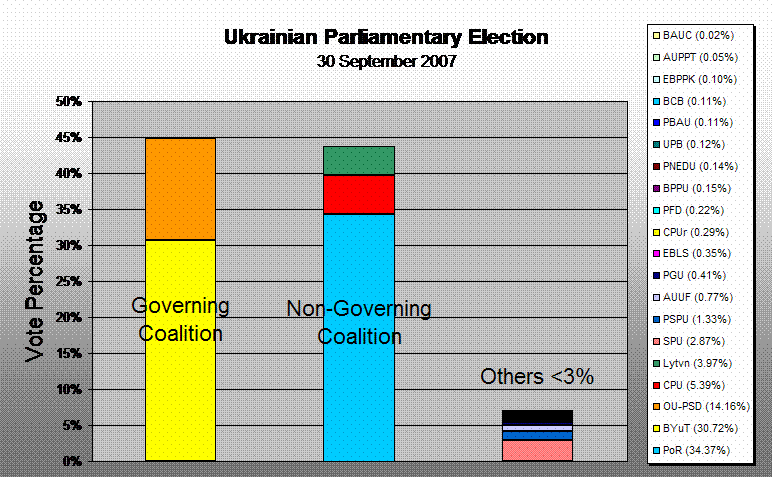
2007年政治走向

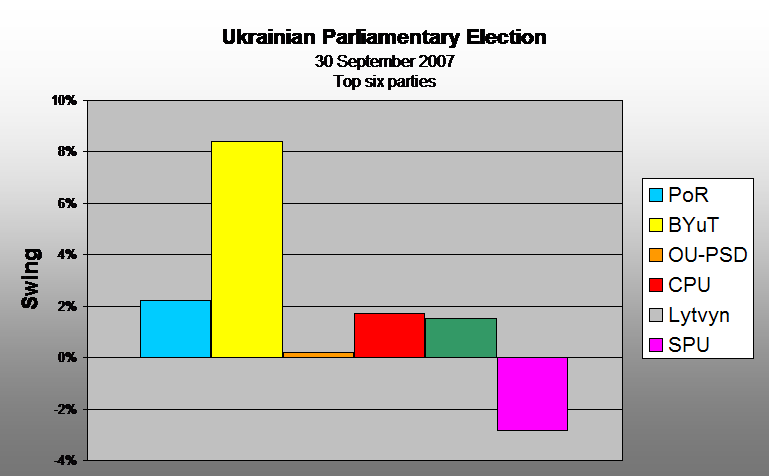
六大黨2006與2007年的得票變化

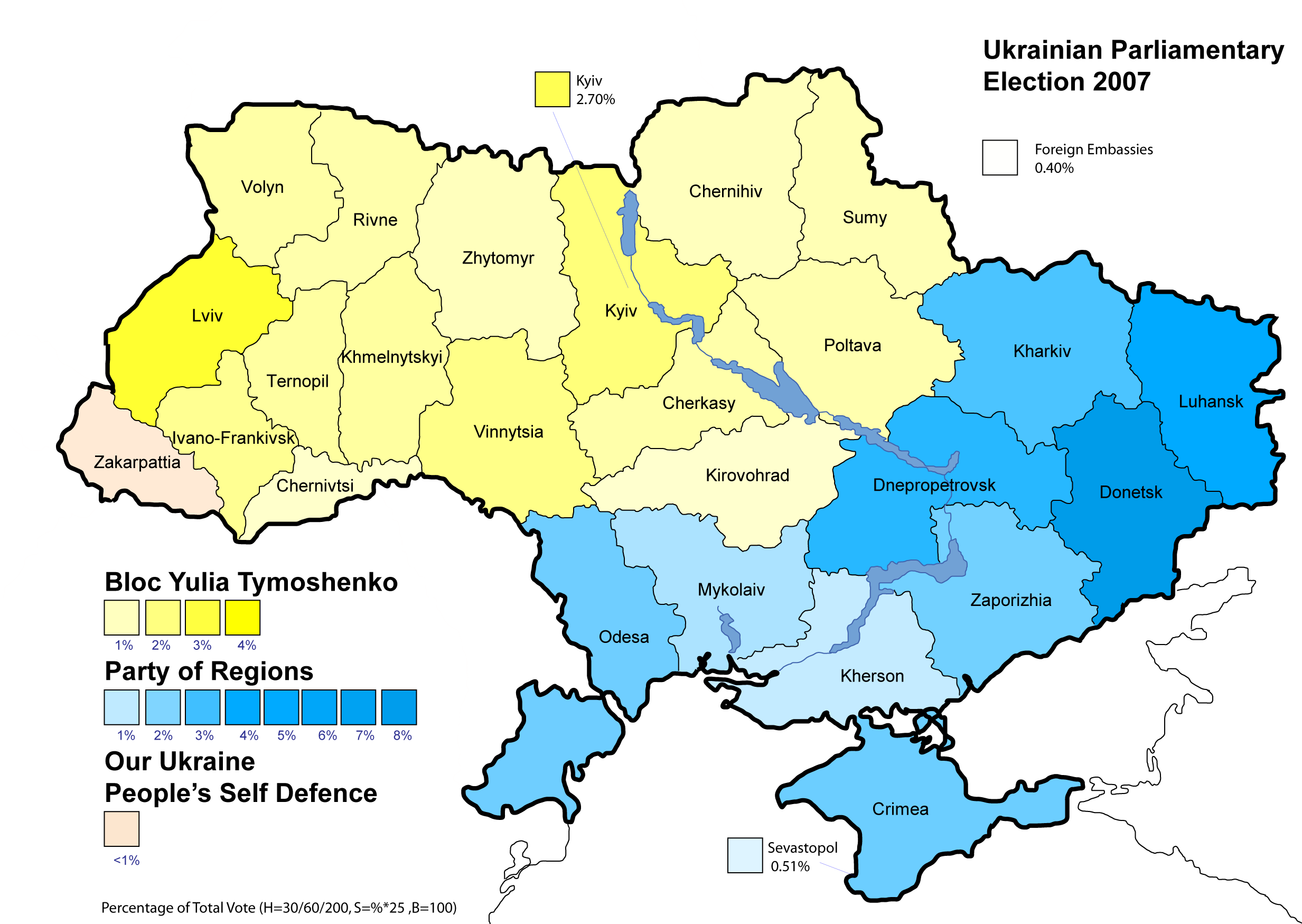
各地區最高得票（全國票數百分比）

地区党在选举中获胜，保持议会第一大党地位。反对派的力量有所削弱，“乌达尔”（UDAR，突击党）和全乌克兰“自由”联盟为乌克兰政治生活中的后起力量，值得关注。
2014年议会选举
2019年议会选举
新任總統弗拉基米爾·澤連斯基在5月21日就職典禮上宣布解散議會導致选举提前。

## 克里米亞自治共和國
1992年，部分親俄羅斯的克里米亞政治組織主張克里米亞加入俄羅斯。在1954年蘇聯時期，當時的第一書記赫魯雪夫為了紀念《佩列亞斯拉夫條約》300周年，將克里米亞自俄羅斯改隸烏克蘭。1992年6月，克里米亞和烏克蘭議會作出決議，克里米亞繼續受烏克蘭管轄，但維持重要的文化與經濟自治，創立克里米亞自治共和國。

## 參與的國際組織
BSEC、CE、CEI、CIS、EAPC、EBRD、ECE、IAEA、IBRD、ICAO、ICRM、IFC、IFRCS、IHO、ILO、IMF、IMO、Inmarsat、Intelsat（未簽約國）、Interpol、IOC、IOM（觀察員）、ISO、ITU、NAM（觀察員）、NSG、OAS（觀察員）、OPCW、OSCE、PCA、PFP、UN、UNCTAD、UNESCO、UNIDO、UNMIBH、UNMIK、UNMOP、UNMOT、UPU、WCO、WFTU、WHO、WIPO、WMO、WToO、WTrO、桑戈委員會（Zangger Committee）

## 外部連結
- （英文） Ukraine: State of Chaos （页面存档备份，存于）（烏克蘭：混亂之邦）